# Ԇ

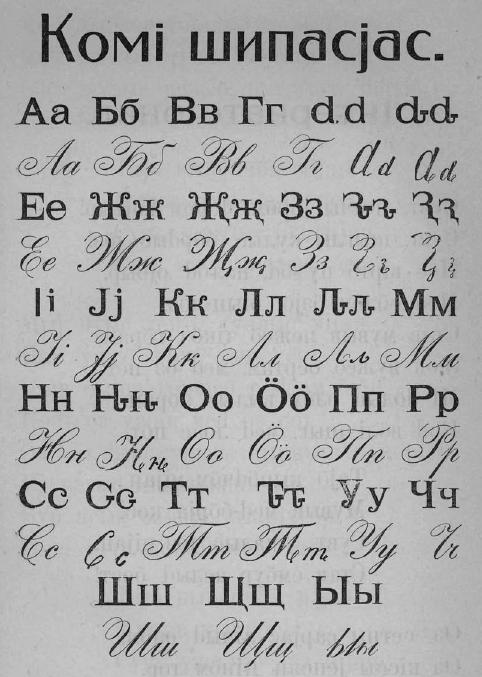
Алфавіт Молодцова

Ԇ, ԇ (в Юнікоді називається комі дзе) - буква кирилиці. Використовувалася в алфавіті В. А. Молодцова - першому з офіційно затверджених алфавітів писемності комі, що діяли у 1918-1932 та 1936-1938 роках; де була 12-ою літерою. Позначає звук [d͡zʲ]. Походить від букви кирилиці З .